# Bateria Pinto
Bateria Pinto (malt. Batterija ta' Pinto, Għzira Battery,  ang. Pinto Battery) – bateria zbudowana w latach 1715–1716  na wschód od miejscowości Birżebbuġa na wyspie Malta. 
Jest jedną z wielu fortyfikacji, które zostały zbudowane na wybrzeżach Malty za panowania wielkiego mistrza Ramona Perellos y Roccafula. 
Budowa umocnień rozpoczęła się w 1715 roku, a główne prace zakończono w grudniu 1716 roku. Bateria została zbudowana na planie półokręgu. Pierwotnie bateria posiadała  redan, w którym znajdowało się wejście do obiektu. Bateria była później wielokrotnie przebudowywana, toteż do dziś zachowały się tylko nieliczne oryginalne założenia fortyfikacji, przede wszystkim odtworzyć można kształt samych umocnień. Obecnie w obiekcie znajduje się lokal gastronomiczny.
28 czerwca 2013 roku została wpisana na listę National Inventory of the Cultural Property of the Maltese Islands pod numerem 1410.